# Cantó de Perros-Guirec
El cantó de Perros-Guirec (bretó Kanton Perroz-Gireg) és una divisió administrativa francesa situat al departament de Costes del Nord a la regió de Bretanya.

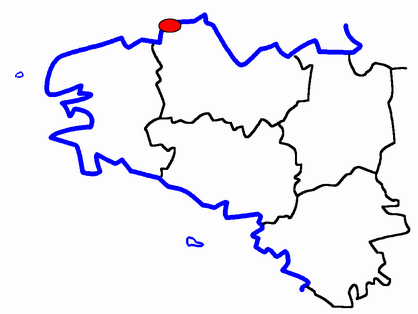
Situació del cantó

## Composició
El cantó aplega 9 comunes :
| Nom bretó      | Nom francès       | Nom gal·ló |
| Kervaria-Sular | Kermaria-Sulard   | ---        |
| Louaneg        | Louannec          | ---        |
| Perroz-Gireg   | Perros-Guirec     | ---        |
| Pleuveur-Bodoù | Pleumeur-Bodou    | ---        |
| Sant-Ke-Perroz | Saint-Quay-Perros | ---        |
| Trebeurden     | Trébeurden        | ---        |
| Tregastell     | Trégastel         | ---        |
| Trêlevern      | Trélévern         | ---        |
| An Trevoù      | Trévou-Tréguignec | ---        |

## Història
| Data d'elecció                           | Identitat       | Partit | Qualitat                  |
| ---------------------------------------- | --------------- | ------ | ------------------------- |
| 2004-                                    | Pierrick Perrin | PS     | alcalde de Pleuveur-Bodoù |
| les dades anteriors no són pas conegudes |                 |        |                           |
|                                          |                 |        |                           |